# Annamitisches Pustelschwein
Das Annamitische Pustelschwein (Sus bucculentus) ist eine umstrittene Säugetierart aus der Familie der Echten Schweine (Suidae).
1892 wurden in der Region Annam in Vietnam zwei Schädel dieser Art gefunden. Danach gab es keine Belege mehr, sodass die Art bereits als ausgestorben galt. Im Jahr 1995 jedoch wurde der unvollständige, aber frische Schädel eines männlichen Jungtiers in Laos entdeckt, was zu der Vermutung geführt hat, die Art könne noch existieren. Genaueres ist aber nicht bekannt, die IUCN führte die Art kurzfristig unter „zuwenig Daten vorhanden“ (data deficient), mittlerweile aber wieder unter „ausgestorben“ (extinct).
Auch der taxonomische Status ist umstritten. Genetische Untersuchungen deuten an, dass diese Tiere nur eine Variante des Wildschweins sein könnten, andere Forscher betrachten die Art hingegen als konspezifisch mit dem Javanischen Pustelschwein. Eine endgültige Klärung dieser Frage werden wohl nur weitere Funde bringen.